# Dom Dolla
Dominic Louis Matheson (18 januari 1992), beter bekend als Dom Dolla, is een Australische producer, dj, songwriter en remixer binnen het housegenre. Hij staat bekend om zijn kenmerkende stijl en samenwerkingen met bekende artiesten.
Hij trad op tijdens grote festivals zoals Coachella (2022) en Lollapalooza (2023), en heeft uitverkochte shows gegeven in onder andere Red Rocks Amphitheatre (VS), Sidney Myer Music Bowl (Australië) en Forest Hills Stadium (VS).
Dom Dolla is acht keer genomineerd voor een ARIA Award voor Best Dance Release, waaronder in 2017 voor "Be Randy" (met Torren Foot) en in 2019 voor "Take It". In 2020 won hij de prijs met "San Frandisco" en in 2023 met "Rhyme Dust" (met MK). In 2024 werd hij genomineerd voor een Grammy Award voor het nummer "New Gold" (met Gorillaz, Tame Impala en Bootie Brown) en voor een Juno Award voor "Eat Your Man" (met Nelly Furtado).
- MusicBrainz: 9b8548a9-5991-42a9-ba96-fe83bd238b7a